# Фонтне о Роз
Фонтне о Роз (фр. Fontenay-aux-Roses) насеље је и општина у Француској у региону Париски регион, у департману Горња Сена која припада префектури Антони.
По подацима из 2011. године у општини је живело 23.288 становника, а густина насељености је износила 9278,09 становника/km². Општина се простире на површини од 2,51 km². Налази се на средњој надморској висини од ? метара (максималној 160 m, а минималној 60 m).

## Демографија
| 1962.  | 1968.  | 1975.  | 1982.  | 1990.  | 1999.  | 2011.  |
| ------ | ------ | ------ | ------ | ------ | ------ | ------ |
| 20.265 | 23.388 | 25 596 | 23 915 | 23.354 | 23.457 | 23.288 |

График промене броја становника у току последњих година